# Dolina Górnej Mierzawy

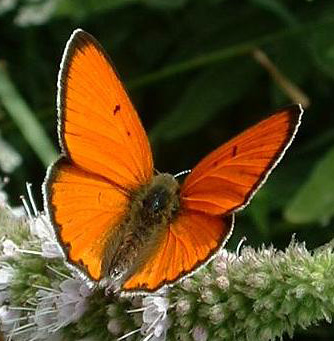
Czerwończyk nieparek

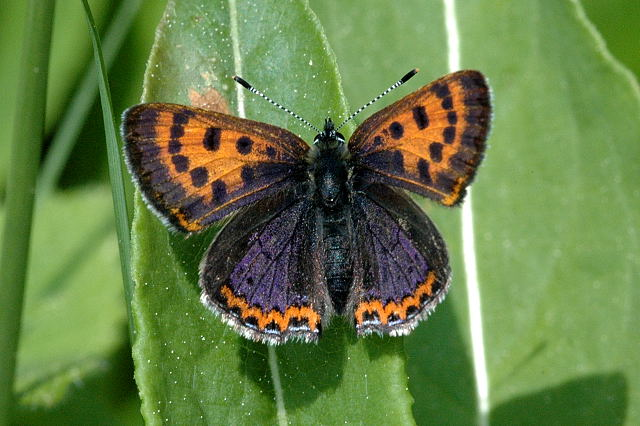
Czerwończyk fioletek

Dolina Górnej Mierzawy (PLH260017) – projektowany specjalny obszar ochrony siedlisk, aktualnie obszar mający znaczenie dla Wspólnoty, położony w obrębie mezoregionów Wyżyna Miechowska i Garb Wodzisławski, obejmujący dolinę górnej Mierzawy. Zajmuje powierzchnię 912,44 ha. Leży na terenie województw: małopolskiego (gminy Kozłów i Książ Wielki) i świętokrzyskiego (gmina Sędziszów).
Cały teren obszaru „Dolina Górnej Mierzawy” znajduje się w granicach dwóch obszarów chronionego krajobrazu: Wyżyny Miechowskiej i Miechowsko-Działoszyckiego.
W obszarze podlegają ochronie trzy typy siedlisk przyrodniczych z załącznika I dyrektywy siedliskowej:
- zmiennowilgotne łąki trzęślicowe
- łąki świeże
- brzegi lub osuszane dna zbiorników wodnych

Występują tu następujące gatunki z załącznika II:
- bóbr europejski (Castor fiber)
- wydra (Lutra lutra)
- traszka grzebieniasta (Triturus cristatus)
- kumak nizinny (Bombina bombina)
- modraszek telejus (Phengaris teleius)
- czerwończyk nieparek (Lycaena dispar)
- czerwończyk fioletek (Lycaena helle)

Dodatkowo, występują tu gatunki roślin objętych ochroną gatunkową lub zagrożonych:
- kurzyślad błękitny (Anagallis foemina)
- stokłosa polna (Bromus arvensis)
- turzyca Davalla (Carex davalliana)
- brodobrzanka wodna (Catabrosa aquatica)
- centuria nadobna (Centaurium pulchellum)
- kukułka krwista (Dactylorhiza incarnata)
- goździk pyszny (Dianthus superbus)
- groszek błotny (Lathyrus palustris)
- sesleria błotna (Sesleria caerulea)